# Rika Fujiwara
Rika Fujiwara (Japans: 藤原 里華, Fujiwara Rika) (Fujisawa, 19 september 1981) is een voormalig tennisspeelster uit Japan. In 1997 speelde zij haar eerste ITF-toernooi in Ibaraki, Japan. Haar laatste beroepstoernooi was het WTA-toernooi van Moskou River Cup 2018.
In het enkelspel won Fujiwara negen titels op het ITF-circuit. Op de WTA-tour bereikte zij nooit een finale – haar beste WTA-resultaat behaalde zij op het Premier Mandatory-toernooi van Indian Wells in 2005, waar zij na een geslaagde kwalificatie in het hoofdtoernooi nog eens de vierde ronde bereikte. Haar hoogste notering op de WTA-ranglijst is de 84e plaats, die zij bereikte in augustus 2005.
In het dubbelspel behaalde Fujiwara betere resultaten. Zij bereikte zesmaal een WTA-finale – éénmaal won zij de titel, op het WTA-toernooi van Kopenhagen 2012, samen met landgenote Kimiko Date-Krumm. Daarnaast sleepte zij op het ITF-circuit in de periode 2001–2013 nog eens 36 titels weg. Haar beste resultaat op de grandslamtoernooien is het bereiken van de halve finale, op Roland Garros 2002, met landgenote Ai Sugiyama aan haar zijde. Haar hoogste notering op de WTA-ranglijst is de 13e plaats, die zij bereikte in november 2002.
In de periode 2001–2012 maakte Fujiwara deel uit van het Japanse Fed Cup-team – zij behaalde daar een winst/verlies-balans van 23–5.

## Posities op deWTA-ranglijst
Positie per einde seizoen:
| jaar | rang enkelspel | rang dubbelspel |
| ---- | -------------- | --------------- |
| 1999 | 319            | 435             |
| 2000 | 246            | 242             |
| 2001 | 128            | 135             |
| 2002 | 185            | 13              |
| 2003 | 215            | 128             |
| 2004 | 158            | 80              |
| 2005 | 97             | 80              |
| 2006 | 545            | 220             |
| 2007 | 273            | 178             |
| 2008 | 139            | 139             |
| 2009 | 237            | 124             |
| 2010 | 247            | 188             |
| 2011 | 186            | 92              |
| 2012 | 306            | 75              |
| 2013 | 687            | 273             |
| 2014 | 286            | 196             |
| 2015 | –              | 428             |
| 2016 | 916            | 286             |
| 2017 | 536            | 160             |
| 2018 | 551            | 125             |

## Resultaten grandslamtoernooien
| Legenda | Legenda                          |
| ------- | -------------------------------- |
| g.t.    | geen toernooi gehouden           |
| l.c.    | lagere categorie                 |
| –       | niet deelgenomen                 |
| G       | uitgeschakeld in de groepsfase   |
| 1R      | uitgeschakeld in de eerste ronde |
| 2R      | uitgeschakeld in de tweede ronde |
| 3R      | uitgeschakeld in de derde ronde  |
| 4R      | uitgeschakeld in de vierde ronde |
| KF      | uitgeschakeld in de kwartfinale  |
| HF      | uitgeschakeld in de halve finale |
| F       | de finale verloren               |
| W       | het toernooi gewonnen            |
| w-v     | winst/verlies-balans             |

### Enkelspel
| toernooi        | 2005 | 2006 |    | 2008 |
| --------------- | ---- | ---- | -- | ---- |
| Australian Open | –    | 1R   | –  |      |
| Roland Garros   | 1R   | –    | –  |      |
| Wimbledon       | 1R   | –    | 1R |      |
| US Open         | 1R   | –    | –  |      |

### Vrouwendubbelspel
| toernooi        | 2002 | 2003 | 2004 | 2005 | 2006 | 2007 | 2008 | 2009 |    | 2011 | 2012 | 2013 |
| --------------- | ---- | ---- | ---- | ---- | ---- | ---- | ---- | ---- | -- | ---- | ---- | ---- |
| Australian Open | KF   | 1R   | –    | 3R   | 1R   | –    | –    | –    | –  | 3R   | 1R   |      |
| Roland Garros   | HF   | 1R   | 3R   | 1R   | –    | –    | –    | –    | –  | 1R   | –    |      |
| Wimbledon       | 3R   | 1R   | 2R   | 1R   | –    | –    | –    | 1R   | 1R | 1R   | –    |      |
| US Open         | –    | 1R   | 1R   | 3R   | –    | 2R   | 1R   | –    | –  | –    | –    |      |

### Gemengd dubbelspel
| toernooi        | 2002 | 2003 |
| --------------- | ---- | ---- |
| Australian Open | –    | 1R   |
| Roland Garros   | –    | –    |
| Wimbledon       | 3R   | –    |
| US Open         | –    | –    |

## Palmares
| Legenda                | Legenda                  |
| ---------------------- | ------------------------ |
| Grandslamtoernooi      |                          |
| Olympische Spelen      |                          |
| Year-End Championships |                          |
| tot 2009               | 2009 – 2020 / vanaf 2021 |
| Tier I                 | Premier Mandatory        |
| Tier II                | Premier Five / WTA 1000  |
| Tier III               | Premier / WTA 500        |
| Tier IV & V            | International / WTA 250  |
|                        | Challenger / WTA 125     |

### WTA-finaleplaatsen enkelspel
geen

### WTA-finaleplaatsen vrouwendubbelspel
| nr.              | finale     | toernooi          | ondergrond    | partner           | tegenstandsters                     | score            |         |
| ---------------- | ---------- | ----------------- | ------------- | ----------------- | ----------------------------------- | ---------------- | ------- |
| gewonnen finales |            |                   |               |                   |                                     |                  |         |
| 1.               | 2012-04-15 | WTA Kopenhagen    | hardcourt (i) | Kimiko Date-Krumm | Sofia Arvidsson Kaia Kanepi         | 6-2, 4-6, [10-5] | details |
| verloren finales |            |                   |               |                   |                                     |                  |         |
| 1.               | 2002-08-18 | WTA Montréal      | hardcourt     | Ai Sugiyama       | Virginia Ruano Pascual Paola Suárez | 4-6, 6-7         | details |
| 2.               | 2002-09-15 | WTA Shanghai      | hardcourt     | Ai Sugiyama       | Anna Koernikova Janet Lee           | 5-7, 3-6         | details |
| 3.               | 2002-10-27 | WTA Linz          | tapijt (i)    | Ai Sugiyama       | Jelena Dokić Nadja Petrova          | 3-6, 2-6         | details |
|                  |            |                   |               |                   |                                     |                  |         |
| 4.               | 2010-10-17 | WTA Japan (Osaka) | hardcourt     | Shuko Aoyama      | Chang Kai-chen Lilia Osterloh       | 0-6, 3-6         | details |
| 5.               | 2012-03-04 | WTA Kuala Lumpur  | hardcourt     | Chan Hao-ching    | Chang Kai-chen Chuang Chia-jung     | 5-7, 4-6         | details |